# Myrniong
Myrniong is een plaats in de Australische deelstaat Victoria en telt 210 inwoners (2006).